# 安達まみ
安達 まみ（あだち まみ、1956年10月2日 - ）は、日本の英文学者、翻訳家。聖心女子大学教授。

## 略歴
4歳から9歳までロンドンで暮らす。聖心女子大学文学部英文科卒。1982年東京大学大学院英文学専攻修士課程修了。同博士課程満期退学。
聖心女子大学英文科講師、助教授、2006年教授。
2009年から2013年日本シェイクスピア協会会長。2016年英国シェイクスピア・インスティテュート（バーミンガム大学）博士課程修了、PhD（博士号）取得。初期近代英演劇、英国児童文学などを専攻、英文学、評論などを翻訳。

## 著書
- 『イギリス演劇における修道女像 宗教改革からシェイクスピアまで』（岩波書店） 2017
- 『くまのプーさん 英国文学の想像力』（光文社新書） 2002

### 共編
- 『<食>で読むイギリス小説 欲望の変容』（中川僚子共編著、ミネルヴァ書房） 2004

### 共著
- 『シェイクスピア・ハンドブック』（高橋康也監修、新書館） 1994
- 『世界文学101物語』（高橋康也監修、新書館） 1996
- 『逸脱の系譜』（高橋康也編、研究社） 1999
- 『ベケット大全』（高橋康也監修、白水社） 1999
- Hot Questrists After the English Renaissance: Essays on Shakespeare and His Contemporaries, Yasunari Takahashi, gen.ed., AMS Press, 2000
- Resa med Tove: En Minnesbok om Tove Jansson, Helen Svensson ed., Schilds, 2002
- 『シェイクスピア 世紀を超えて』（日本シェイクスピア協会編、研究社） 2002
- 『<インテリア>で読むイギリス小説 室内空間の変容』（久守和子, 中川僚子編、ミネルヴァ書房） 2003
- Toven matkassa: Muistoja Tove Janssonista, Helen Svensson ed., WSOY, 2004
- 『イギリス哲学の基本問題』（寺中平治, 大久保正健編、研究社） 2005
- 『共生と平和への道 報復の正義から赦しの正義へ』（春秋社） 2005
- 『イギリス文化55のキーワード』（木下卓, 久守和子編、ミネルヴァ書房） 2009
- 『石井桃子談話集 子どもに歯ごたえのある本を』（河出書房新社） 2015
- Shakespeare Jubilees: 1769-2014,  LIT　Verlag,　Christa Jansohn, Dieter Mehl eds., 2015

### 事典
- 『シェイクスピア辞典』（高橋康也, 大場建二, 喜志哲雄, 村上淑朗編、研究社） 2000
- 『20世紀英語文学辞典』（上田和夫, 渡辺利雄, 海老根宏編、研究社）2005
- 『英語文学事典』（木下卓, 窪田慶子, 高田賢一, 野田研一, 久守和子編、ミネルヴァ書房） 2007

## 翻訳
- 『架空地名大事典』（A・マングエル, G・グアダルーピ、高橋康也編、講談社） 1984
  - 『完訳 世界文学にみる架空地名大事典』（A・マングェル, G・グアダルーピ、高橋康也共監訳、講談社） 2002
- 『なぜベケットか』（イノック・ブレイター、白水社） 1990
- 『恍惚のマリエット』（ロン・ハンセン、白水社） 1994
- 『シンデレラ』（C・S・エヴァンス編、新書館） 1995
- 『不思議の国をつくる キャロル、リア、バリー、グレアム、ミルンの作品と生涯』（ジャッキー・ヴォルシュレガー、河出書房新社） 1997
- 『岩波≂ケンブリッジ世界人名辞典』（D・クリスタル編、金子雄司, 冨山太佳夫日本語版編集、岩波書店） 1997
- 『ルイス・キャロル伝』（モートン・N・コーエン、高橋康也監訳、佐藤容子, 三村明共訳、河出書房新社） 1999
- 『クマのプーさん スクラップ・ブック』（アン・スウェイト、筑摩書房） 2000
- 『シェイクスピアを盗め!』（ゲアリー・ブラックウッド、白水社） 2001
- 『絵本のなかへ』（エレン・ハンドラー・スピッツ、青土社） 2001
- 『シェイクスピアを代筆せよ!』（ゲアリー・ブラックウッド、白水社） 2002
- 『野獣から美女へ おとぎ話と語り手の文化史』（マリーナ・ウォーナー、河出書房新社） 2004
- 『オフィーリア』（ジェレミー・トラフォード、白水社） 2004
- 『シェイクスピアの密使』（ゲアリー・ブラックウッド、白水社） 2005
- 『アンデルセン ある語り手の生涯』（ジャッキー・ヴォルシュレガー、岩波書店） 2005
- 『箱舟の航海日誌』（ケネス・ウォーカー、光文社古典新訳文庫） 2007
- 『マドレーヌ=ソフィー・バラ キリスト教女子教育に捧げられた燃ゆる心』（フィル・キルロイ、冨原眞弓共訳、みすず書房） 2008
- 『革命の嵐のなかで マリアの御心会創立物語』（教友社） 2009
- 『英国王のスピーチ 王室を救った男の記録』（マーク・ローグ, ピーター・コンラディ、岩波書店） 2012
- 『バイバイ、サマータイム』（エドワード・ホーガン、岩波書店） 2013
- 『シャガール 愛と追放』（ジャッキー・ヴォルシュレガー、白水社） 2013
- 『シェイクスピアを追え! 消えたファースト・フォリオ本の行方』（エリック・ラスムッセン、岩波書店） 2014
- Mayumi Tomihara, Garm the People’s Watchdog: Tove Jansson and Finland-Swedish Culture’s Definitive Caricature Magazine (監訳)青土社、2014
- 『エフィー・グレイ』（スザンヌ・フェイジェンス・クーパー、岩波書店） 2015

## 論文
- Cinii